# Musca bezzii
Musca bezzii este o specie de muște din genul Musca, familia Muscidae, descrisă de William Hampton Patton și Cragg în anul 1913. Conform Catalogue of Life specia Musca bezzii nu are subspecii cunoscute.